# Molybdäncarbid
Molybdäncarbid (genauer Dimolybdäncarbid) ist eine intermetallische Verbindung des Molybdäns aus der Gruppe der Carbide. Neben Dimolybdäncarbid sind im Molybdän-Kohlenstoff-System noch weitere Phasen wie Monomolybdäncarbid (MoC) bekannt.

## Gewinnung und Darstellung
Molybdäncarbid kann durch Reaktion von Ammoniummolybdat mit Wasserstoff und Kohlenmonoxid bei einer Temperatur zwischen 550 °C und 600 °C gewonnen werden. Ebenfalls möglich ist die Darstellung durch Reaktion von Molybdän(VI)-oxid mit Ruß bei 1350 bis 1800 °C im Kohlerohrkurzschlussofen unter Wasserstoffatmosphäre.

## Eigenschaften
Molybdäncarbid ist ein brennbarer grauschwarzer geruchloser Feststoff, der praktisch unlöslich in Wasser ist. Die Verbindung kommt in verschiedenen kristallinen Formen vor, wobei als häufigste die α- und β-Modifikation auftreten. Letztere Phase ist bei niedrigen Temperaturen stabil und kommt in Stählen vor. Sie hat eine dicht gepackte hexagonale Kristallstruktur, bei der sich die Kohlenstoffatome in der einen Hälfte der verfügbaren Oktaederlücken befinden.

## Verwendung
Molybdäncarbid wird als Hartmetallschneidstoff verwendet, wobei sein Einsatz durch die geringe Härte im Wesentlichen auf TiC-Mo2C-Ni-Schneidstoffe begrenzt ist.